# Jakobuskirche (Mannheim)

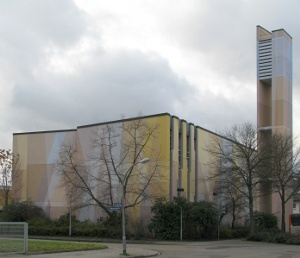
Jakobuskirche

Die Jakobuskirche war eine evangelische Kirche im Mannheimer Stadtteil Sandhofen. Sie wurde zwischen 1965 und 1969 nach den Plänen von Wolfgang Handreck erbaut.

## Geschichte
Nach dem Zweiten Weltkrieg stieg die Einwohnerzahl in Sandhofen wegen der Ausweisung von Neubaugebieten rasch an. 1959 hatte die evangelische Gemeinde mehr als 8000 Mitglieder. Deswegen wurde am 1. Juli 1959 ein Pfarrvikariat und bereits im Jahr darauf eine selbständige Pfarrei neben der Dreifaltigkeitsgemeinde eingerichtet. 1965 war das eigene Gemeindehaus fertiggestellt.
Die Grundsteinlegung für die Kirche wurde am Reformationstag 1965 gelegt, im April 1969 erfolgte die Einweihung durch den damaligen Landesbischof Hans-Wolfgang Heidland. Die Pläne für die Kirche erstellte der Mannheimer Architekt Wolfgang Handreck. Der ursprüngliche Sichtbeton wurde bei der Sanierung 1992 mit einem Anstrich überdeckt.
Aufgrund der Konsolidierung der evangelischen Kirche in Mannheim fusionierten im März 2010 die Dreifaltigkeitsgemeinde, die Jakobusgemeinde und die Blumenauer Jonagemeinde zur Dreieinigkeitsgemeinde. Die Jakobuskirche wurde für den gemeindlichen Gebrauch aufgegeben. Die Gottesdienste fanden ab dem 1. Mai 2010 nur noch in der Dreifaltigkeitskirche statt.

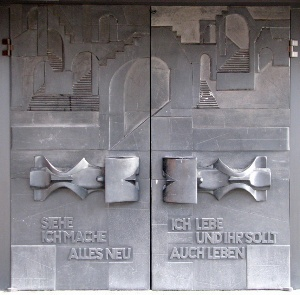
Eingangsportal

## Beschreibung
Die Jakobuskirche steht im Osten von Sandhofen. Sie erhebt sich über einem asymmetrischen Grundriss. Die schmalen, langgezogenen Fenster entwarf Helmut Lander aus Darmstadt. Von ihm stammt auch das Altarbild aus dem Jahr 1988. Es zeigt den aus dem Grab erstehenden Christus, der die Fesseln des Todes sprengt.
1992 erhielt die Außenfassade der Kirche auf der Nordseite fünf und auf der Südseite ein großflächiges Gemälde aus der Werkstatt des Sandhofener Künstlers Willi Wernz. Die Eingangstür wurde 1995/1996 nach einem Entwurf von Helmut Lander gestaltet. Er nimmt Bezug auf das himmlische Jerusalem und die zwölf Tore.

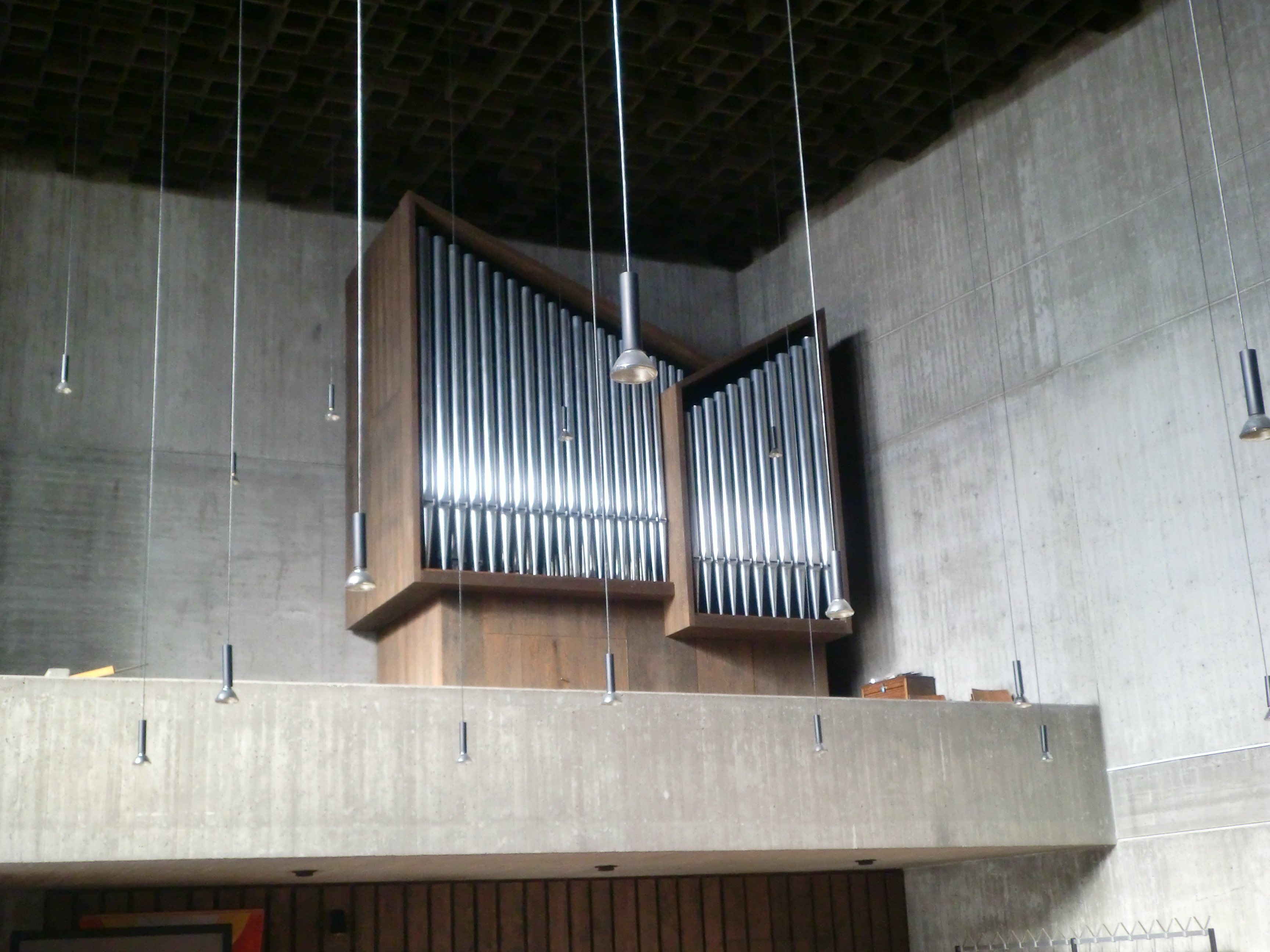
Weigle-Orgel

Der abgesetzte Glockenturm ist 36 Meter hoch. In ihm befinden sich vier Glocken der Glockengießerei Bachert aus Karlsruhe. Sie wurden 1966 gegossen und haben die Tonfolge des1, es1, f1 und as1.
Die Orgel aus dem Jahr 1970 stammt aus der Werkstatt Weigle. Sie besitzt 24 Register, verteilt auf Hauptwerk, Schwellwerk und Pedal mit Schleifladen und mechanischer Spiel- und elektrischer Registertraktur.